# Saint Joseph's University
La Saint Joseph's University è un'università privata statunitense situata a Filadelfia in Pennsylvania. 

## Sport
Saint Joseph's fa parte della NCAA Division I, ed è alla Atlantic 10 Conference.